# United Party
United Party (Partia Zjednoczona) – partia polityczna działająca w Nowej Zelandii w latach 1927–1936, w latach 1928–1935 była partią rządzącą. 
Powstała w 1927 w wyniku połączenia bardzo osłabionej w ostatnich latach swego istnienia Partii Liberalnej z grupą rozłamowców z rządzącej wówczas Partii Reformistycznej, którym przewodził Bill Veitch. Pierwszym problemem, jaki stanął przed nowym ugrupowaniem, był wybór lidera. Do stanowiska tego aspirował zarówno Veitch, jak i ostatni przywódca liberałów George Forbes. Ostatecznie zdecydowano się na kandydata kompromisowego w postaci byłego premiera, Josepha Warda.
W wyborach w 1928 partia uzyskała 27 miejsc w parlamencie, tyle samo co reformiści. Dzięki poparciu Partii Pracy, United Party zdołała utworzyć gabinet, na czele którego stanął Ward. Z czasem ten sędziwy polityk coraz bardziej podupadał na zdrowiu, a jego obowiązki przejmował stopniowo Forbes, którego oficjalnie zaprzysiężono na premiera wiosną 1930. Na świecie trwał wtedy wielki kryzys, a chcąc ograniczyć jego wpływ na Nową Zelandię, rząd musiał dokonywać wielu reform, często niepopularnych w społeczeństwie. Spowodowało to rozdźwięk między Partią Zjednoczoną a labourzystami, którzy na krótko przed wyborami w 1931 wycofali swoje poparcie dla gabinetu. 
United Party zawarła wówczas strategiczny sojusz z reformistami. Obie partie wygrały wspólnie wybory i rządziły w koalicji aż do następnej elekcji w 1935. Następnie straciły władzę na rzecz Partii Pracy, ale ich bliska współpraca trwała. Jej zwieńczeniem było oficjalne połączenie się obu ugrupowań w 1936. W ten sposób powstała istniejąca do dziś Nowozelandzka Partia Narodowa.